# Jacob Matlala
Jacob Matlala (Soweto, 1º agosto 1962 – Johannesburg, 7 dicembre 2013) è stato un pugile sudafricano.
È stato campione del mondo sia nei mosca che nei minimosca.

## Carriera
Alto solo 148 cm, esordisce da professionista il 2 febbraio 1980 battendo ai punti dopo 4 round Fraser Plaatjies. Dopo pochi incontri è campione dei minimosca del Transvaal, superando Simon Moema per ko alla quinta ripresa; altri tre combattimenti e sconfigge Mveleli Luzipho, diventando campione sudafricano di categoria nel 1983.
Lo stesso Luzipho si prende la rivincita 8 mesi dopo, riprendendosi la cintura, che difende anche nella bella nel novembre 1985. Il 15 marzo 1986 Matlala subisce la terza sconfitta della carriera, questa volta per mano di Vuyani Nene. Lo stesso pugile lo sconfigge per il titolo sudafricano battendolo una seconda volta nel 1987 e una terza nel 1988. In tutto questo periodo Matlala resta comunque sempre campione del Transvaal, titolo che conserva in numerosi incontri. Nell'aprile 1989 fallisce un nuovo assalto alla cintura nazionale, sconfitto da Jaji Sibali, ma riesce a conquistarla ai punti su Wele Maqolo l'anno successivo.
Questo successo e le seguenti difese gli danno la possibilità di giocarsi un mondiale: nel 1991 viene sconfitto per ko al decimo round da Dave McAuley per il titolo mondiale mosca IBF. Il fallito assalto rinvia le sue ambizioni, ma nel 1993 Matlala batte Pat Clinton e diventa campione mondiale dei mosca WBO, titolo poi difeso con Luigi Camputaro, Francis Ampofo, Pretty Boy Lucas e perso con Alberto Jiménez.
Lascia il titolo e passa ai minimosca, dove diventa subito campione superando in due sfide Paul Weir per diventare campione mondiale WBO. Conserva il titolo battendo Mickey Cantwell ai punti con verdetto non unanime. Nel 1997 a grande sorpresa sconfigge anche l'americano Michael Carbajal e si laurea campione minimosca IBA, che conserva poi per altri tre incontri prima di abbandonarlo per una nuova chance mondiale per federazioni più importanti. Nel 2000 infatti combatte contro Masibulele Makepula per il vacante titolo mondiale dei minimosca WBO; Matlala perde però ai punti.
Viene sconfitto nell'incontro successivo anche da Peter Culshaw per il titolo mondiale dei mosca WBU. Diviene campione WBU nella categoria dei minimosca battendo Todd Makelin, ma dopo due difese annuncia il ritiro. In tutto in carriera conta un record di 53 vittorie (26 ko), 12 sconfitte e 2 pareggi. 

## Vicende extrasportive
Nel 1999 viene accusato di aver rapito l'aspirante cantante gospel Julia Mnyamezeli; per il fatto lei e suo marito hanno chiesto un risarcimento di 2 milioni di rand per il trauma subito. Matlala ne ha dovuti versare poi 250.000. 
Nel 2004 è stato votato come 72º personaggio sudafricano della storia nel sondaggio 100 Greatest South Africans organizzato dalla South African Broadcasting Corporation.  
È scomparso nel 2013 all'età di 51 anni per problemi ai polmoni.